# شمس‌الدین ابوالکلام
شمس‌الدین ابوالکلام (انگلیسی: Shamsuddin Abul Kalam؛ ‏ ۱۹۲۶ – ۱۹۹۷) نویسنده و بازیگر اهل بنگلادش بود.
از فیلم‌هایی که وی در آن‌ها نقش داشته است، می‌توان به به بانو تجاوز شده است اشاره نمود.